# Église des Saints-Archanges de Stalać
Pour les articles homonymes, voir Église des Saints-Archanges (homonymie).
L'église des Saints-Archanges de Stalać (en serbe cyrillique : Црква Светих Арханђела у Сталаћу ; en serbe latin : Crkva Svetih Arhanđela u Stalaću) est une église orthodoxe serbe située à Stalać, dans le district de Rasina et dans la municipalité de Ćićevac en Serbie. Elle est inscrite sur la liste des monuments culturels de grande importance de la république de Serbie (identifiant no SK 903),,.

## Présentation
L'église, située à environ 2 km du centre du village, a été édifiée sur un plateau dominant un ruisseau dont les crues la menacent périodiquement.
On a longtemps considéré qu'elle avait été construite au début du XVe siècle, à l'époque du despote Stefan Lazarević ; en revanche, les fouilles archéologiques réalisées sur le site ont montré qu'elle remontait à l'époque ottomane de l'histoire de la Serbie et sans doute au XVIIe siècle, à l'époque du patriarche Pajsije.
L'église est construite sur la base d'un plan tréflé avec une grande abside demi-circulaire et deux absides plus petites en saillie de part et de la zone de l'autel ; la nef est précédée d'un narthex. L'édifice est construit en pierres pilées et taillées avec un renfort de briques pour égaliser les niveaux.
L'église n'abrite plus aujourd'hui que des fragments des fresques d'origine.
Des travaux de préservation et de restauration ont été effectués sur l'édifice en 1979.